# Mayu Matsuoka
Pour les articles homonymes, voir Matsuoka.
Mayu Matsuoka (松岡 茉優, Matsuoka Mayu), née le 16 février 1995 à Tokyo (Japon), est une actrice japonaise.

## Biographie
Mayu Matsuoka est la sœur de Hina Matsuoka (ja).

## Filmographie
- 2008 : Love Exposure (Ai no mukidashi) : Yôko no Shinseki - Yuri
- 2008 : Bodî jakku : Nana
- 2011 : Suzuki sensei
- 2012 : The Kirishima Thing (Kirishima, bukatsu yamerutteyo) : Sana
- 2012 : Lesson of the Evil : Satomi Shirai
- 2012 : Potechi
- 2013 : 35 sai no kôkôsei
- 2013 : Amachan (série télévisée)
- 2013 : Hajimari no michi : Yaeko
- 2013 : Keiji no manazashi
- 2013 : Saitô san
- 2013 : Suzuki sensei : Nanami Horinouchi
- 2013 : Zekkyô gakkyû : Erika Katori
- 2014 : GTO: Great Teacher Onizuka
- 2014 : Ginnikan
- 2014 : Houkago rosuto
- 2014 : Little Forest: Summer/Autumn : Kikko
- 2015 : Genkai Shûraku Kabushikigaisha
- 2015 : Jishaku otoko 2015
- 2015 : Keiseisaimin no otoko
- 2015 : Kounodori
- 2015 : Little Forest: Winter/Spring : Kikko
- 2015 : Mondai no aru resutoran
- 2015 : Samu Life : Yumi
- 2015 : She
- 2015 : Sutoreiyâzu kuronikuru : Momo
- 2016 : Chihayafuru Part 1 (en) : Shinobu Wakamiya
- 2016 : Chihayafuru Part 2 (en) : Shinobu Wakamiya
- 2016 : A Silent Voice (Koe no katachi) : Young Shoya Ishida (voix)
- 2016 : Koi no sanriku ressha kon de iko !
- 2016 : Neko nanka yondemo konai
- 2016 : Pokémon, le film : Volcanion et la Merveille mécanique : Kimia (voix)
- 2016 : Suizokukan Girl
- 2017 : Blank 13 : Saori Nishida
- 2017 : Katte ni furuetero
- 2017 : Uchi no otto wa shigoto ga dekinai
- 2017 : Yasuragi no sato
- 2018 : Chihayafuru Part 3 (Chihayafuru: Musubi) de Norihiro Koizumi : Shinobu Wakamiya
- 2018 : Une affaire de famille de Hirokazu Kore-eda : Aki Shibata[1]
- 2019 : Listen to the Universe de Kei Ishikawa : Aya Eiden[2]
- 2019 : Wonderland : Le Royaume sans pluie (Birthday Wonderland) de Keiichi Hara : Akane (voix)
- 2019 : One Night de Kazuya Shiraishi : Sonoko[3]
- 2020 : Theatre: A Love Story de Isao Yukisada : Saki[4]
- 2020 : Digimon Adventure: Last Evolution Kizuna de Tomohisa Taguchi : Menoa Bellucci (voix)
- 2021 : Kiba: The Fangs of Fiction de Daihachi Yoshida : Megumi Takano[5]
- 2023 : Makanai : Dans la cuisine des maiko de Hirokazu Kore-eda :  Yoshino  (série télévisée)